# The Aryan
The Aryan er en amerikansk stumfilm fra 1916 af William S. Hart.

## Medvirkende
- William S. Hart som Steve Denton.
- Gertrude Claire som Mrs. Denton.
- Charles K. French som Ivory Wells.
- Louise Glaum som Trixie.
- Herschel Mayall som Chip Emmett.